# Agrodiaetus karinda
Agrodiaetus karinda är en fjärilsart som beskrevs av Riley 1921. Agrodiaetus karinda ingår i släktet Agrodiaetus och familjen juvelvingar. Inga underarter finns listade i Catalogue of Life.